# Jun Uchida
Pour les articles homonymes, voir Uchida.
Jun Uchida (内田 潤, Uchida Jun) est un footballeur japonais né le 14 octobre 1977. Il évolue au poste de défenseur.

## Palmarès
- Champion du Japon en 2000 et 2001 avec les Kashima Antlers
- Vainqueur de la Coupe du Japon en 2000 avec les Kashima Antlers
- Finaliste de la Coupe du Japon en 2002 avec les Kashima Antlers
- Vainqueur de la Coupe de la Ligue japonaise en 2000 et 2002 avec les Kashima Antlers
- Finaliste de la Coupe de la Ligue japonaise en 2003 avec les Kashima Antlers